# 非洲象
非洲象属是象科的一个属。成年非洲雄象高於3.5公尺，最高更可達4.1公尺。體重約為4至5噸，最重記錄有7.3噸。牠們的長牙最高記錄有102.71公斤重。其化石仅在非洲有发现。
象群為母系社會，最老的雌象永远是领导者。野生非洲象非常凶猛且攻擊性強，比亞洲象更暴躁，是非洲草原上危險的動物。
非洲象是陆地上最大的哺乳动物，一出生体重就有90千克左右。成年非洲象一天能吃90多千克的草、水果和树叶。

## 命名

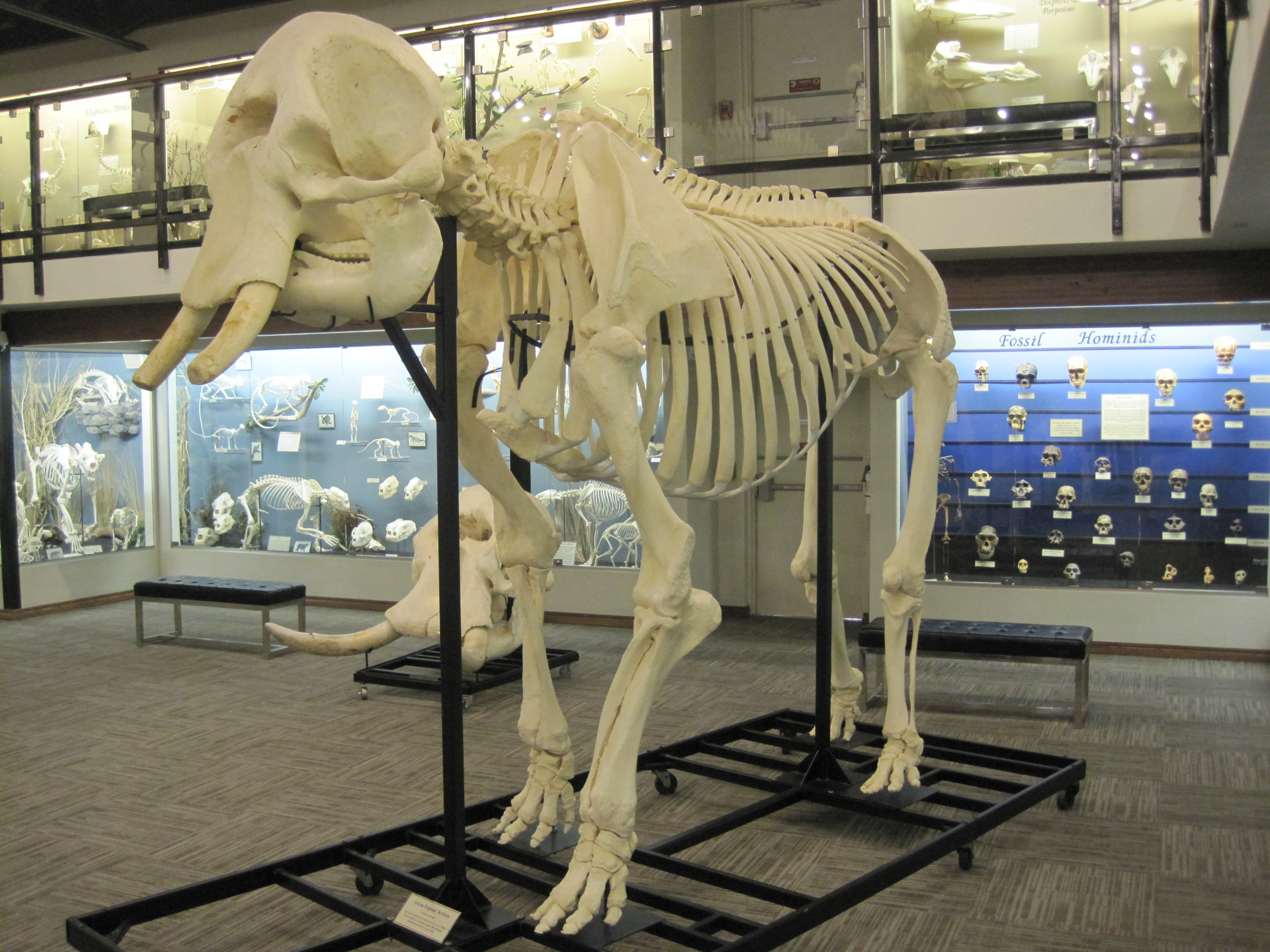
雌象骨骼

约翰·弗里德里希·布卢门巴赫在1797年首次对非洲象进行科学描述，提出学名Elephas africanus，乔治·居维叶在1824年把属名改成Loxodonte 。这个屬名是從「菱形」（losange）一字演變而来，这是由於牠的臼齒有菱形齒冠。1827年，某匿名学者将属名改作Loxodonta，在1999年获得国际动物命名法规认可。

## 物种
该属现存以下两种：
- 普通非洲象（Loxodonta africana）：又名草原象，體型較大，最重記錄可達10噸，象牙長且顏色較白，並朝向前方明顯彎曲。後臀與前肩同高，耳朵形狀較具稜角[4]。
- 非洲森林象（Loxodonta cyclotis）：又名圓耳象。約重4噸，象牙較短，顏色偏黃褐色至粉紅色，向下方直伸，質地密實沉重。頭部較低，背部凹陷不明顯，耳朵形狀較圓滑[4]。

在非洲森林象和普通非洲象之间仍然存在着杂交现象。

## 歷史文化
人們歷來認為非洲象是不能馴養的。其實在公元前2世紀的埃及托勒密時期，北非迦太基時期、羅馬時期、以及在現代的非洲阿比西尼亞（Abyssinia），都出現過馴化的象。非洲象可完全馴服，尤其是小象。成年野生象也能養成習慣，和研究人員或好奇的旅客接近。象懂得怎樣把他們與偷獵者和殺手區別出來。19世紀末，比利時的利奧波德二世（Leopold II），在今日非洲的刚果民主共和国把象訓練成役畜，牠們非常勤奮，主動追逐獅子，如同亞洲象追趕老虎一樣。如果說非洲象不太聰明，仅是和亚洲象相對而言。